# Beaver Crossing
Beaver Crossing – wieś w Stanach Zjednoczonych, w stanie Nebraska, w hrabstwie Seward.